# Athalamia hyalina
Athalamia hyalina là một loài rêu trong họ Cleveaceae. Loài này được Sommerf. S. Hatt. mô tả khoa học đầu tiên năm 1954.